# Lyman (New Hampshire)
Lyman – miasto w Stanach Zjednoczonych, w stanie New Hampshire, w hrabstwie Grafton.